# 牛茄子
牛茄子（学名：Solanum surattense）也作颠茄、番鬼茄、大颠茄、癫茄、颠茄子、油辣果，为茄科茄属下的一个种，是一种直立草本或亚灌木，广泛分布于热带地区。牛茄子的全株和果实都有毒，具有药用价值。

## 形态特征
牛茄子植株高30～60厘米，植物体除茎、枝外各部均被具节的纤毛。茎及小枝具淡黄色细直刺，通常无毛或稀被极稀疏的纤毛，细直刺长约1～5毫米或更长，纤毛长约3～5毫米。叶呈阔卵形，长5～10.5厘米，宽4～12厘米，上面深绿色，被稀疏纤毛；下面淡绿色。叶脉上均具直刺；叶柄粗壮，长2～5厘米，微具纤毛及较长大的直刺。花短而少，聚伞花序腋外生，长不超过2厘米，单生或多至4朵，花梗纤细被直刺及纤毛，花冠白色，长约2.5毫米，花丝长约2.5毫米。浆果扁球状，直径约3.5厘米，未成熟时绿白色，成熟后橙红色，果柄长2～2.5厘米，具细直刺；种子干后扁而薄，边缘翅状，直径约4毫米。

## 分布
牛茄子广泛分布于亚洲南部、非洲及太平洋诸岛等热带地区。在中国，牛茄子分布于云南、四川、贵州、广西、湖南、广东、海南、江西、福建、江苏、河南（栽培）、辽宁（栽培）等省。在香港亦有出现。喜生于路旁荒地、疏林或灌木丛中，海拔350～1180米。

## 与黄果茄的异同
牛茄子与另一种同属植物黄果茄（Solanum xanthocarpum Schrad. et Wendl）相似，
在《中国植物志》中，牛茄子与黄果茄是两种不同的植物，但是在西方一些资料中，两者常视为是同一种。
两者差异：牛茄子的叶为阔卵形，黄果茄的叶子为长圆形，牛茄子的叶较黄果茄较宽；牛茄子的花为白色，黄果茄的花为蓝紫色；牛茄子果实成熟后为橙红色，黄果茄则为黄色。
- 牛茄子长有较宽的叶子
- 牛茄子白色的花朵
- 黄果茄的果实
- 黄果茄的花朵和较窄的叶子

## 药用价值
牛茄子的全株和果实都有毒，具有药用价值。

## 外部連結
- 癲茄果 Dian Qie Guo （页面存档备份，存于） 中藥標本數據庫 (香港浸會大學中醫藥學院) （繁體中文）（英文）

## 扩展阅读
- 維基物種上的相關：牛茄子